# La escuela de las mujeres

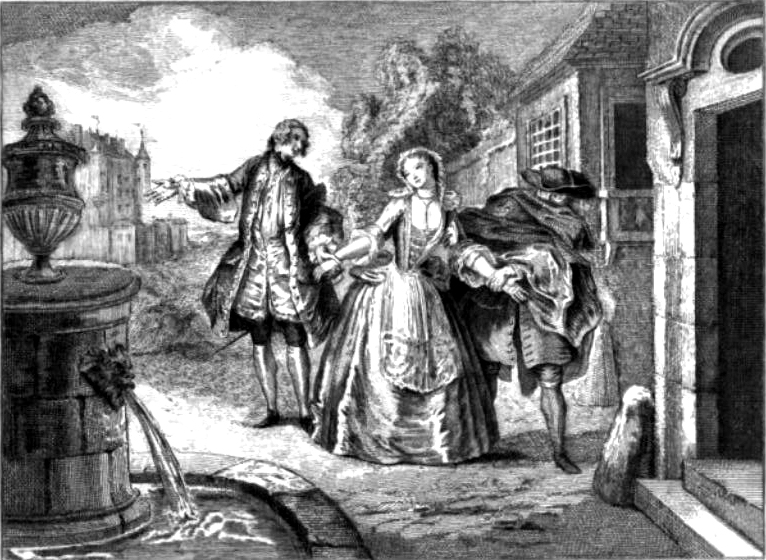
Grabado de la edición de 1719.

La escuela de las mujeres (en francés: L'École des femmes) es una comedia de Molière en 5 actos y en verso, estrenada en el teatro del Palais-Royal, el 26 de diciembre de 1662.

## Los personajes
- Arnolphe (M. de La Souche): Molière
- Agnès  (muchacha inocente criada por Arnolphe): Mlle de Brie
- Horace (amante de Agnes): La Grange
- Alain (campesino, sirviente de Arnolphe): Brécourt
- Georgette (campesina, sirvienta de Arnolphe): Madeleine Béjart
- Chrysalde (amigo de Arnolphe)
- Enrique (cuñado de Chrysalde)
- Orontes (padre de Horace y gran amigo de Arnolphe)
- Un notario

## Argumento
- Acto I: Arnolphe, llamado también M. de La Souche, es un hombre maduro al que gustaría gozar de la felicidad conyugal, pero está obsesionado por el temor de que su mujer le engañe. Por ello ha decidido casarse con su pupila Agnes, educada en la ignorancia, recluida en un convento. Hace partícipe de sus proyectos a su amigo Crysalde, quién está inconforme con el modo en que la joven ha sido apartada de la realidad. Horace, hijo de Orontes (otro amigo de Arnolphe), se ha enamorado a primera vista de Agnes; se lo confiesa a Arnolphe ignorando que es su tutor, diciéndole que se ha insinuado ante ella y atacando al personaje de M. de La Souche. Este último es feliz.

- Acto II: Alain y Georgette, los sirvientes, reciben una reprimenda por haber permitido que un joven se haya reunido con su pupila. Arnolphe habla con Agnes intentando sonsacarle lo que se habló en aquella entrevista, y el talante de sus intenciones. Se tranquiliza cuando escucha lo que ella le dice, su reputación no ha resultado dañada, pero decide precipitar la boda. Agnes, pensando que su futuro marido es Horace, le expresa su gratitud, pero pronto sale de su error.

- Acto III: Arnolphe inculca a su futura esposa los rudimentos de los deberes conyugales, sin olvidar las terribles consecuencias de la infidelidad. Agnes parece resignada a su triste porvenir. Horace se encuentra con el tutor que disfruta con el malestar del joven: los sirvientes le han impedido una nueva visita, y su dama lo ha echado lanzándole una piedra... con un mensaje de amor. Ahora es Arnolphe el que está furioso, obligado a reconocer sus celos, y por ende su amor; y le gustaría en cambio ser amado.

- Acto IV: Arnolphe, más decidido que nunca en sus proyectos, da instrucciones drásticas a sus sirvientes, deben rechazar al joven pretendiente a bastonazos. Nuevo encuentro entre el tutor y el galán, este le informa de que consiguió introducirse en la casa, pero que la llegada repentina de M. de La Souche, había obligado a Agnes a esconderle en un armario. Además, le confía que tiene una cita esa misma noche y que tiene intenciones de raptar a la joven. Sabedor de esto, Arnolphe llama a su notario para que redacte el contrato nupcial y decide prepararle una trampa.

- Acto V: El engaño ha funcionado bien, los dos sirvientes han apaleado a Horace, y no le queda más remedio que hacerse el muerto. Agnes ha huido y se ha reunido con su amante, negándose a volver con su tutor. Horace, que sigue ignorando la identidad del tutor, pide a Arnolphe que lo acoja junto a su joven amada. El viejo ha triunfado, pero su pupila lo ignora. Entra Orontes, el padre de Horace, quiere unir a su hijo con la hija de su amigo Enrique, quién acaba de volver de América, tras una larguísima estancia. Horace pide ayuda a Arnolphe, el cual irónicamente le desvela su identidad. Pero en un golpe de teatro, se descubre que Agnes es la hija de Enrique; los amantes podrán unirse en matrimonio, ante la desesperación de su ex-tutor.

## Comentario
El 20 de febrero de 1662, Molière cumple cuarenta años. Se había casado con Armande Béjart, de diecinueve años, hija de su amante, Madeleine. Esto le costó ser el blanco de numerosos ataques y ser acusado de relaciones incestuosas con esa mujer que podría ser su hija. La obra escandaliza. En 1663, ve aparecer una serie de obras escritas como réplica a la anterior. Edme Boursault, autor afamado en la compañía del Hôtel de Bourgogne, escribió una comedia titulada El Retrato del pintor, o la Crítica de la Escuela de las Mujeres. Molière contraataca a su vez con el Impromptu de Versalles, criticando a los actores del Hôtel de Bourgogne, y así sucesivamente. Villiers compone La Venganza de los Marqueses y, en enero de 1664, Montfleury compone un Impromptu del Hôtel de Condé...
El interés de La escuela de las mujeres es su realidad. Por primera vez, Molière inserta deliberadamente la comedia en la realidad de la época. Los personajes son sus contemporáneos, y evolucionan con su propia complejidad. Desde esta pintura y desde este drama, nos propone una filosofía de vida, basada en el respeto a lo que es natural y a nuestras predisposiciones.
La obra en realidad fue inspirada en la personalidad de la princesa Enriqueta Ana Estuardo, esposa del duque de Orleáns, hermano menor del rey de Francia Luis XIV.

## Adaptaciones cinematográficas
- 1940: película francesa de Max Ophüls con Louis Jouvet y Madeleine Ozeray
- 1973: película francesa de Raymond Rouleau con Isabelle Adjani, Bernard Blier y Gérard Lartigau